# 丽笙酒店
丽笙酒店（英語：Radisson Blu）是美國跨國酒店集團丽笙酒店集团（舊稱：卡尔森瑞德酒店集团）擁有的酒店品牌之一。「丽笙酒店」原本是姊妹品牌的譯名，但後者已改用丽筠酒店作為官方譯名。2018年，集團新增麗笙精選，作為比高一檔次的品牌。Radisson  Blu品牌於1994年創立。

## 品牌歷史
1994年，SAS集團（北歐航空的母公司）的酒店部門，向卡尔森酒店集团取得拉迪森/丽笙（英語：Radisson）品牌的歐洲、中東及非洲地區特許經營權，創立雙品牌拉迪森SAS（或譯丽笙SAS）。自此，SAS 酒店部（瑞德酒店集团）由一間只有廿多間酒店的附屬公司，發展成一間獨立運作的上市公司（2006年），管理三百多間酒店。2009年，品牌「拉迪森SAS / 丽笙 SAS」改名（坊間譯名丽笙蓝标），而在兩年前（2007年），SAS集團已全部出售瑞德酒店集团的股票。2010年，卡尔森酒店集团取得瑞德酒店集团的控股權，自此卡尔森酒店集团與瑞德酒店集团合併成卡尔森瑞德酒店集团，共同擴展旗下品牌，例如丽笙蓝标。
的中文官方譯名為丽笙酒店 。雖然部分酒店，英文名改用品牌，但中文名稱不變，例如1993年創立的北京皇家大飯店。該酒店曾為中外合资企業，外资方為SAS集團，並使用「皇家」（英語：Royal）品牌。該酒店現時不再屬於丽笙酒店集团（卡尔森瑞德酒店集团自2018年的新名稱）或子公司瑞德酒店集团管理，2022年改由中航国际旗下深圳格兰云天酒店管理公司运营，并改称北京皇家格兰云天大酒店。

## 姊妹品牌
卡尔森瑞德酒店集团除了系品牌（麗笙精選、丽笙、丽筠、丽芮），還曾經擁有麗晶酒店（英語：Regent）、創立丽怡酒店（英語：Country Inns & Suites）、收購麗亭（英語：Park Plaza）、麗柏酒店（英語：Park Inn）及prizeotel品牌。
此外，集團亦曾使用品牌丽笙世嘉（英語：Radisson Plaza）作為集團的高级升级品牌，但該批酒店已改用中文品牌丽筠（英語：Radisson），例如天津天诚丽筠酒店。或英文品牌改為，中文"丽笙世嘉"不變，例如位於重庆南滨路的重庆丽笙世嘉酒店（英語：Radisson Blu Plaza Chongqing）。雖然，同樣位於重庆的另一間丽笙世嘉酒店（位於沙坪坝），改稱重庆融汇丽笙酒店（英語：Radisson Blu Hotel Chongqing Sha Ping Ba）。

### 丽筠酒店
丽筠酒店（英語：Radisson Hotels），舊譯丽笙酒店、拉迪森酒店，曾經是卡尔森酒店集团的旗艦品牌。卡尔森集团於1962年收購位於明尼阿波利斯市中心的拉迪森酒店，並將酒店發展為連鎖店品牌。該酒店以法國探險家拉迪森（法語：Pierre-Esprit Radisson）命名。
在中國，曾經使用丽笙酒店作為官方中文譯名，但近年丽笙酒店已改指坊間俗稱的丽笙蓝标（英語：Radisson Blu），但集團名稱仍為麗笙酒店集團（英語：Radisson Hotel Group），而非丽筠酒店集團或。而品牌定位上，丽筠酒店定位比丽笙酒店（丽笙蓝标）低。

### 丽芮酒店
2014年，集團又創立另一姊妹品牌丽芮酒店（英語：Radisson Red），坊間又稱為丽笙紅标。

### 麗笙精選
2014年，集團創立姊妹品牌Quorvus Collection，2018年改名丽笙精选（英語：Radisson Collection），作為集團的頂級品牌。